# Wilhelmstraße 66 (Heilbronn)

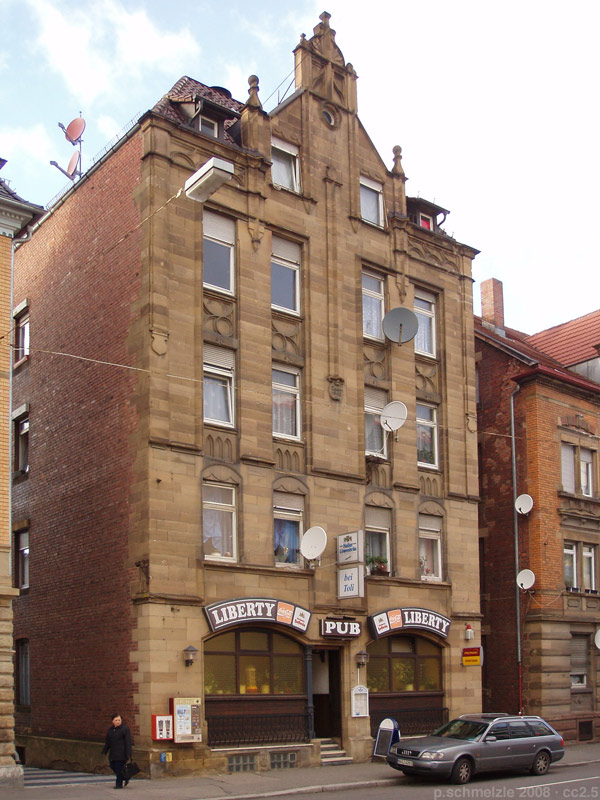
Wilhelmstraße 66

Das Haus Wilhelmstraße 66 ist ein historisches Gebäude in Heilbronn, das unter Denkmalschutz steht.

## Beschreibung
Das Gebäude wurde 1903 durch den Bauunternehmer Anton Schneider als Wohn- und Geschäftshaus erbaut. Die Entwürfe lieferte der Heilbronner Architekt Friedrich Schneider.
Das viergeschossige Gebäude wird durch vier Fensterachsen gegliedert, wobei die mittlere Achse besonders betont wird. Dies geschieht durch einen Giebel in der Mitte der Fassade. Bauplastik in den Formen der Neugotik ist auf den Brüstungsfeldern, Fensterbekrönungen, Traufgesims und Giebel mit Kugelaufsätzen zu sehen.
1950 gehörte das Gebäude der Familie Leuze, die darin längere Zeit eine Obst- und Gemüse- sowie eine Lebensmittelhandlung betrieb. Nachdem am nahen Rathenauplatz in den 1970er Jahren das Heilbronner Rotlichtviertel entstand, wurde das Erdgeschoss in eine Kneipe (Liberty Pub) umgebaut, die damals vor allem von Besuchern des Rotlichtviertels und von den Soldaten der nahen amerikanischen Kasernen frequentiert wurde.